# A vam je jasno
a vam je jasno (stilizirano z malo začetnico) je studijski album slovenske postpunk glasbene skupine Balans, ki je izšel 13. maja 2019 pri založbi ŠOP Records.

## Glasba
Goran Kompoš je glasbo na albumu opisal takole: "Predvsem prvo polovico plošče zaznamujejo kompaktni, postpunkovski komadi z okusom po zlatem obdobju Madchestra. Druga polovica ponudi uravnoteženje v prepoznavnejši, psihedelični, mistični noisepopovski podobi, značilni za newyorške glasbene posebneže z začetka tisočletja."
Na pesmi "In mene ni" je dvojec uporabil besedilo istoimenske pesmi pesnika Daneta Zajca.

## Kritiški odziv
V recenziji za Mladino je Goran Kompoš ocenil, da se album ponaša "z lo-fi estetiko, dadaističnimi, humornimi in angažiranimi besedili in s še večjim pogumom pri raziskovanju svojih inštrumentov in glasov". Tudi na Radiu Študent je bil album deležen pozitivne kritike – Damjan Manevski je o njem pripomnil: "Morda vam ne bodo povšeči njun odnos, njuna drznost, njun pogum ali odkritost. A to je pristop, ki si tudi z novo ploščo zasluži vsaj pošten respect s strani vseh vas zainteresirancev na sceni, četudi je balans svoje prvaške značilnosti demonstriral že v preteklosti."
Ob koncu leta je bil album uvrščen na 2. mesto na seznam Domače naj Tolpe bumov™ leta 2019, seznam najboljših slovenskih albumov leta. Na mednarodnem portalu Beehype je bil uvrščen na 1. mesto albumov leta 2019 iz Slovenije.

### Priznanja
| objava        | uvrstitev | seznam                            |
| ------------- | --------- | --------------------------------- |
| Radio Študent | 2.        | Domače naj Tolpe bumov™ leta 2019 |
| Beehype       | 1.        | Best albums of 2019               |

## Seznam pesmi
Vse pesmi sta napisala Kristin Čona in Andrej Pervanje.
| Št. | Naslov                             | Dolžina |
| --- | ---------------------------------- | ------- |
| 1.  | „Kirurgija‟                        | 3:22    |
| 2.  | „A bomo skp padal‟                 | 2:02    |
| 3.  | „Prazne glave‟                     | 5:44    |
| 4.  | „Al bi še vztrajala‟               | 3:14    |
| 5.  | „Bolj gre za boj‟                  | 3:38    |
| 6.  | „Nam se obrnla‟                    | 5:18    |
| 7.  | „Tuji vrtovi‟                      | 3:27    |
| 8.  | „In mene ni‟ (besedilo: Dane Zajc) | 3:04    |
| 9.  | „Samota pride sama‟                | 5:30    |
| 10. | „Se igrava‟                        | 3:58    |
| 11. | „Predzadnja postaja‟               | 3:42    |
| 12. | „Kralj alkohola‟                   | 7:13    |

## Osebje
Balans
- Kristin Čona – vokal, bas kitara, kitara
- Andrej Pervanje – vokal, bas kitara, kitara
- Alessandro di Giampietro – avdio podoba na nastopih v živo

Tehnično osebje
- Alessandro di Giampietro – fotografija naslovnice (naslovljene Salta la mummia)
- Blaž Pavlica – mastering